# Risikoeinstellung

Die drei Arten von Risikoeinstellung in drei verschiedenen Diagrammen: Risikoneutralität (gelb), Risikoaversion (rot), Risikofreude (orange).

Unter Risikoeinstellung (oder Risikopräferenz; englisch risk attitude) versteht man in den Wirtschaftswissenschaften die subjektive Bereitschaft eines Entscheidungsträgers, bei der Auswahl einer Handlungsalternative unsichere Ereignismöglichkeiten in Kauf zu nehmen.

## Allgemeines
Die Entscheidungsträger von Wirtschaftssubjekten (Privathaushalte, Unternehmen oder der Staat mit seinen Untergliederungen) sehen sich bei ihren Entscheidungen mit bestimmten Risiken konfrontiert. Bei der Entscheidung unter Risiko kennt der Entscheidungsträger die Wahrscheinlichkeiten für das Eintreten der möglichen Umweltzustände, bei der Entscheidung unter Ungewissheit sind die möglichen Umweltzustände und die Ergebnisse bei Wahl einer bestimmten Alternative und Eintritt eines bestimmten Umweltzustandes bekannt, in denen aber die Eintrittswahrscheinlichkeiten der Umweltzustände unbekannt sind.
Es gibt teils erhebliche Überschneidungen zwischen diesen Begriffen und ihren Synonymen. So kann Risikoneigung im Speziellen bereits für ein zum Risiko neigendes Verhalten stehen oder ganz allgemein als Oberbegriff für eine Neigung zum Risiko, die mehr oder weniger oder gar nicht ausgeprägt ist. Dieser Aspekt kann auch kippen, wenn ein Kontinuum von Risikoneigung bis Risikoabneigung betrachtet wird.

## Arten
Je nach der Bereitschaft des Entscheidungsträgers, ein bestimmtes Risiko zu übernehmen, werden drei Arten unterschieden: 
- Risikoneutralität (auch Risikoindifferenz) ist das Verhalten eines Entscheiders, das sich ausschließlich am (mathematischen) Erwartungswert orientiert.
- Risikoaversion (auch Risikoscheu) ist die Eigenschaft eines Marktteilnehmers, bei der Wahl zwischen mehreren Alternativen gleichen Erwartungswerts stets die Alternativen mit dem geringeren Risiko zu wählen. Er meidet Gefahren oder Verluste.
- Risikofreude (auch Risikoaffinität): Bei gleichem Erwartungswert führt mehr Risiko zu mehr Nutzen für den Entscheider.

Von einer risikoscheuen Einstellung wird gesprochen, wenn der Entscheider das Risiko negativ bewertet; entsprechend ist der Entscheider risikofreudig, wenn er das Risiko positiv bewertet. Gelegentlich wird auch eine strengere Unterscheidung zwischen der Risikoeinstellung und dem tatsächlichen Risikoverhalten vorgenommen.

## Wirtschaftliche Aspekte
Die Risikoeinstellung spielt bei Entscheidungen jeder Art eine große Rolle. Der risikoneutrale Entscheidungsträger wird diejenige Alternative wählen, bei welcher er den maximalen Barwert der Erwartungswerte der Einzahlungsüberschüsse erzielt. Er bewertet ausschließlich den Erwartungswert, so dass das Risiko keine Rolle spielt; die Risikoprämie ist Null. Der risikoscheue trifft ausschließlich Entscheidungen unter Sicherheit, wobei sein erwarteter Nutzen dem Nutzwert eines sicheren Einzahlung entspricht, der niedriger als der Nutzwert ist (positive Risikoprämie). Der risikofreudige trifft vorzugsweise Entscheidungen unter Risiko, wobei der erwartete Nutzen und der Nutzen einer sicheren Einzahlung nur dann gleich sind, wenn die risikolose Zahlung größer als der Erwartungswert der unsicheren Zahlung ist (negative Risikoprämie). 
Von großer Bedeutung ist die Risikoeinstellung im Bank- und Versicherungswesen. Kreditinstitute müssen das von Privatanlegern einzugehende Finanzrisiko aus einer Kapitalanlage im Rahmen einer Geeignetheitserklärung vor Abschluss einer Wertpapierorder gemäß § 64 Abs. 4 WpHG als mit der Risikoeinstellung des Anlegers vereinbar bestätigen, wobei sie die Anlageklasse und Risikoklasse zu berücksichtigen haben. Auf dem Versicherungsmarkt ist die Risikoeinstellung eines potenziellen Versicherungsnehmers von Bedeutung, ob und inwieweit er bereit ist, ein bestehendes Risiko einem Versicherungsschutz unterwerfen möchte oder nicht. Ein risikofreudiger Kunde wird lediglich bereit sein, eine Versicherungsprämie {\displaystyle V} zu zahlen, die unter dem Erwartungswert {\displaystyle E_{w}} des Schadens liegt: {\displaystyle V<E_{w}}, ein risikoaverser ist bereit, auch eine über dem Erwartungswert liegende Prämie zu zahlen: {\displaystyle V>E_{w}}, während ein risikoneutrales Wirtschaftssubjekt eine Versicherungsprämie aufzuwenden bereit sein wird, die genau dem Erwartungswert des Risikos entspricht: {\displaystyle V=E_{w}}. Der Erwartungswert des Schadens ({\displaystyle E_{w}\cdot {\text{Eintrittswahrscheinlichkeit}}}) ist der Entscheidungsparameter für den Versicherungsnehmer.